# Abi-Ili

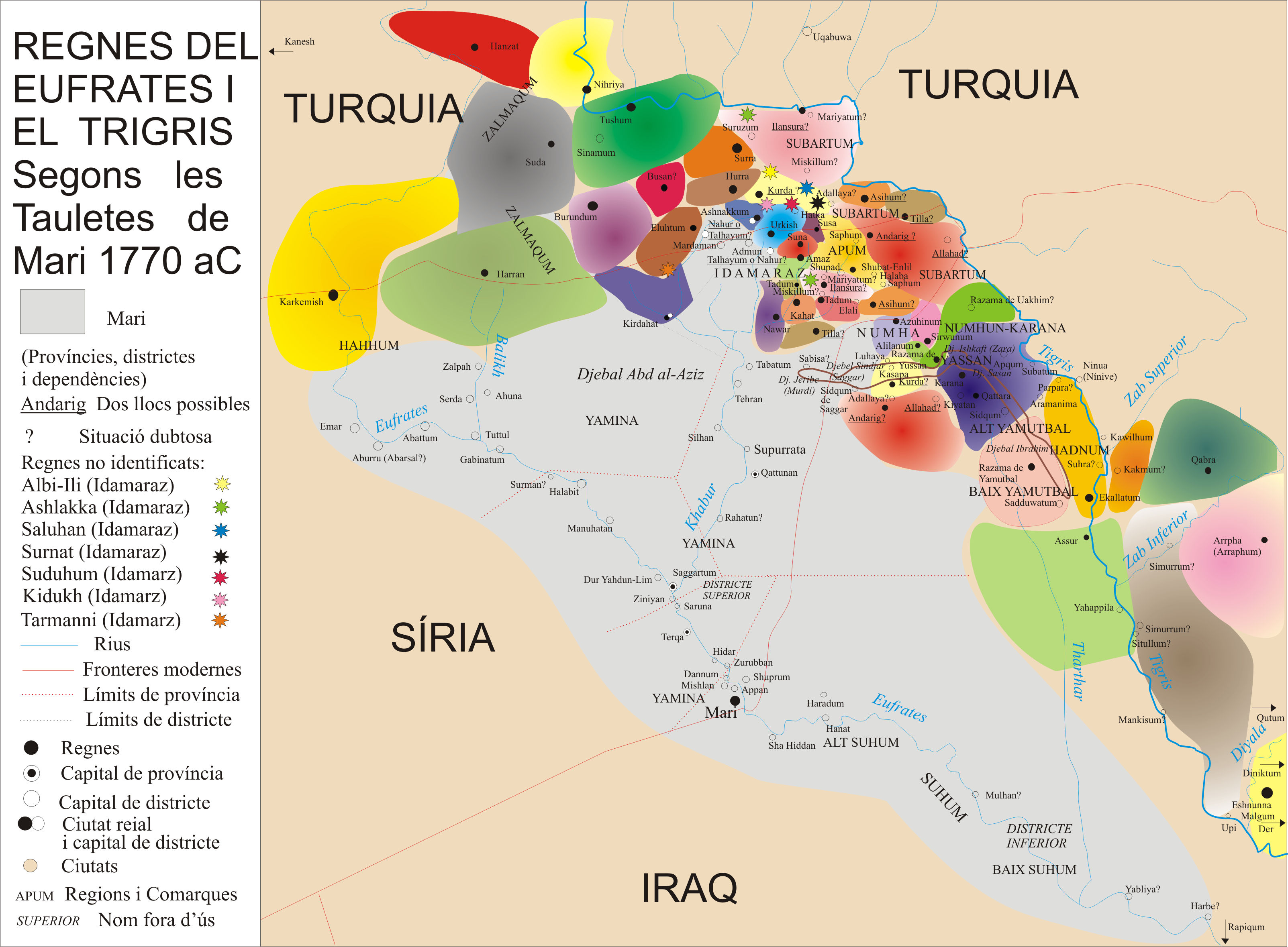
Mapa

Abi-Ili fou un regne de la regió d'Idamaraz (Triangle del Khabur) que va existir al segle XVIII aC. La seva situació dins la regió és desconeguda i només se sap que per anar a Mari es passava per Qattunan. El rei en temps de Zimri-Lim de Mari era Yumras-El o Yamras-El.